# Ekonomiåret 1973

## Händelser

### Oktober
- 27 september - Det meddelas att hoppet om att rädda Göteborgs Handels- och Sjöfartstidning är ute, sedan 1,2 miljoner svenska kronor fattas.[1]
- Oktober - Oktoberkriget blir starten för Oljekrisen. Den högkonjunktur som varat under Efterkrigstiden ersätts av en lågkonjunktur under resten av 1970-talet.

### November
- 26 november – Dan-Axel Broström meddelar att han lämnar sina uppdrag som koncernchef och ordförande i Tirfing.[1]

### December
- 5 december – Sveriges riksdag antar en reform, som innebär att nästan 4 miljarder svenska kronor av folkpensionskostnaderna skall finansieras av arbetsgivare och egenföretagare, genom socialförsäkringsavgift på 3,3 %.[1]

### Okänt datum
- Grafiska Fackförbundet Mediafacket grundas genom en ihopslagning av Svenska Typografförbundet, Svenska litografförbundet och Svenska bokbindareförbundet.

## Bildade företag
- Mekonomen, svensk bilkedja.
- Rolls-Royce plc, brittisk motortillverkare.

## Uppköp
- Rheinstahl,  tysk stål- och verkstadsindustri blir en del av Thyssen.

## Konkurser
- Air Trader, svenskt flygbolag.

## Priser och utmärkelser
- 10 december - Kenneth Arrow, USA får Sveriges Riksbanks pris i ekonomisk vetenskap till Alfred Nobels minne.[2]

## Födda
- 13 februari – Klas Westholm, svensk företagsledare.
- 26 mars – Larry Page, grundare av sökmotorn Google.
- 21 augusti – Sergey Brin, grundare av sökmotorn Google.
- 27 september – Patrick Söderlund, svensk spelentreprenör.

## Avlidna
- 13 december - Torsten Kreuger, 89, svensk industrialist, bankman och tidningsägare.[1]

### Fotnoter
1. 1 2 3 4   Ett folk på marsch 1960-1977. Bonnier
2. ↑  ”All Nobel Prizes” (på engelska). Nobelpriset. http://www.nobelprize.org/nobel_prizes/lists/all/index.html. Läst 19 augusti 2012.